# 365
| [ Edytuj tabelę ] |                                          |
| Władca Guptów     | - 330 Samudragupta 375                   |
| Władca Korei      | - 331 Kogugwŏn 371                       |
| Papież            | - 352 Liberiusz 366 - 355 Feliks II 365  |
| Król Persji       | - 309 Szapur II 379                      |
| Cesarz Rzymu      | - 364 Walentynian I 375 - 364 Walens 378 |
| Król Wandalów     | - 359 Godigisel 406                      |

Rok 365 / CCCLXV
stulecia: III wiek ~
IV wiek ~
V wiek

lata: 355 «
360 «
361 «
362 «
363 «
364 «
365
» 366
» 367
» 368
» 369
» 370
» 375

## Wydarzenia
- 21 lipca – potężne trzęsienie ziemi z epicentrum w okolicy Krety i wywołane nim tsunami zniszczyły wschodnie wybrzeże Morza Śródziemnego.
- Połączenie Armenii z Persją.

## Urodzili się
- Tao Yuanming, chiński poeta, prekursor poezji ludowej (zm. 427)

## Zmarli
- 22 listopada – Feliks II, antypapież w okresie od 355 do 358 roku (data urodzenia nieznana)